# Apple W2

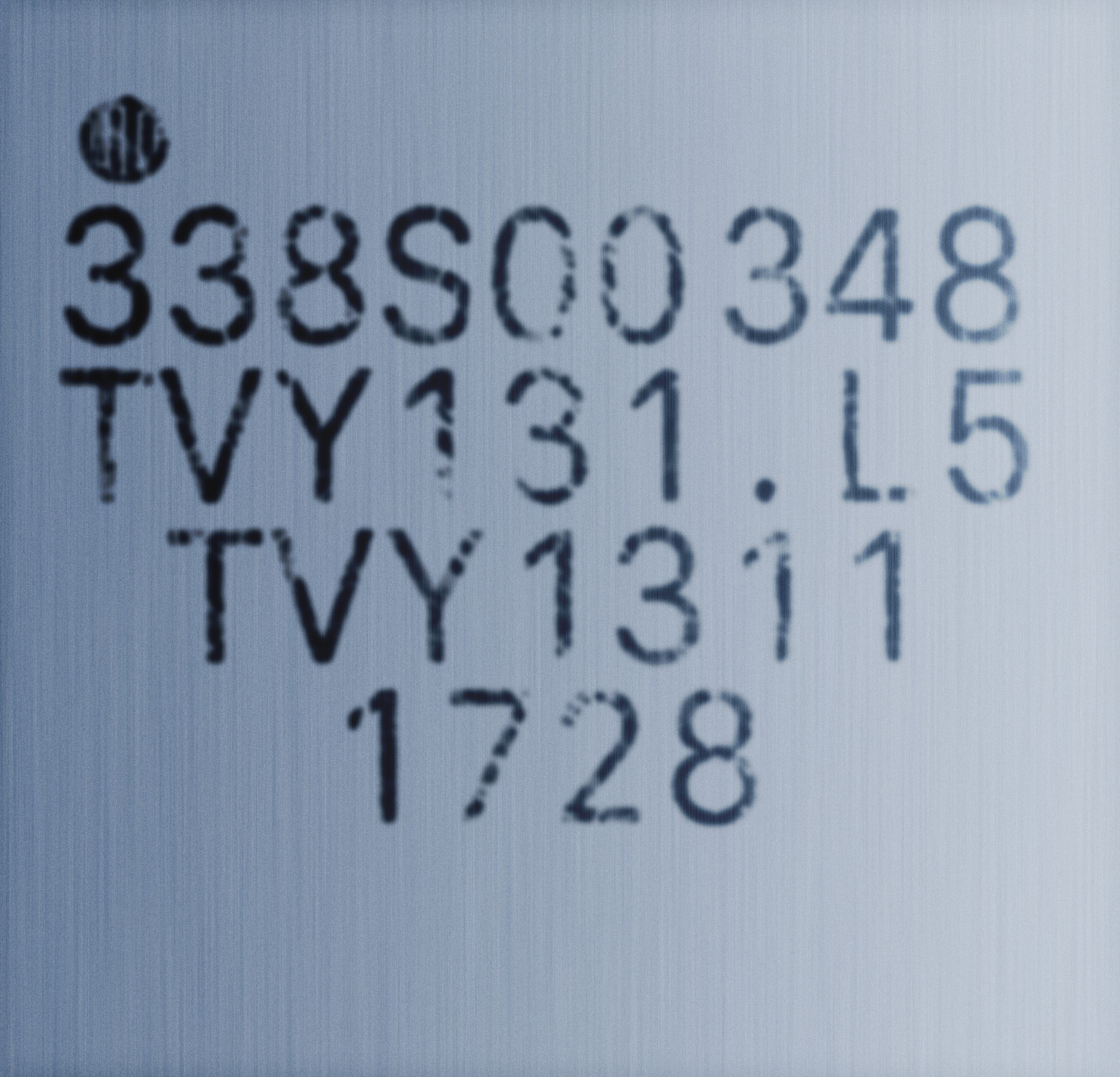
Apple W2

Der Apple W2 oder Apple 338S00348 ist ein SiP-Chip der Firma Apple. Der Chip kam erstmals in der Apple Watch 3 zum Einsatz und ist im Apple S3 integriert. Im Gegensatz zum W1 hat Apple bei der Entwicklung auf die internen Speicherblöcke verzichtet. Das ermöglicht eine 50 % bessere Energieersparnis bei WLAN- und Bluetooth-Verbindungen. Außerdem soll das WLAN 85 % schneller sein als bei dem Vorgänger.